# Skolastik
Skolastik er siden renæssancen betegnelse for en videnskab omfattende filosofi og teologi, der fra ca. 1100 blev dyrket ved de højere skoler i Vesteuropa og fra ca. 1200 især ved universiteterne. Skolastikkens sprog var latin.
Skolastik er en betegnelse til sammenfatning af de politiske, sociale, økonomiske og filosofiske anskuelser, der var fremherskende i Vesteuropa i tiden fra middelalderens begyndelse frem til gennembruddet for skattestaten i 1600-tallet. Til trods for fællesbetegnelsen må det fastslås, at skolastiske anskuelser gennemgik en betydelig udvikling med tiden, hvorunder de gradvist frigjorde sig fra deres oprindelige udgangspunkter: Bibelen og de klassiske græske filosoffer, først og fremmest Aristoteles. De skolastiske filosoffer gjorde meget ud af begrebsanalyse, og de fik med tiden et (ufortjent) ry for at være virkelighedsfjerne ordkløvere.

## Oprindelse og udvikling
Ordet "skolastik" kommer af det græske sammensatte ord skolastikos (Σχολαστικός) = tilhørende skolerne. Med "skolerne" menes de universiteter, der opstod i den kreative intellektuelle brydningsflade mellem de latinske og arabiske verdener omkring 1100-tallet. Tænkningen var baseret på deduktion fra bestemte præmisser (fx Aristoteles' metafysik og Bibelen) mere end på erfaring. Diskussionsformen var karakteristisk: Man startede med en fremsat tese eller et spørgsmål; argumenterede for og imod efter strengt opstillede regler, ofte med citater fra Bibelen og andre autoriteter; fremsatte så i hoveddelen slutningen og besvarede til sidst modargumenterne. Studiet bestod af nærlæsning af grundbøger og disputation, dvs. diskussion efter en fastlagt procedure. De få grundtekster skyldtes, at bøger - håndskrifter, sidst i 1400-tallet suppleret af trykte bøger - var meget kostbare.
Skolastikken søgte at sammenfatte kirkens dogmer med traditionen fra kirkefædrene og Aristoteles' filosofi til et sammenhængende system, ofte med spidsfindige argumenter.  Man søgte at forene de politiske, sociale, økonomiske og filosofiske anskuelser fremherskende fra middelalderens begyndelse frem til gennembruddet for skattestaten i 1600-tallet. De skolastiske anskuelser gennemgik en betydelig udvikling i perioden, hvorunder de gradvist frigjorde sig fra deres oprindelige udgangspunkter: Bibelen og de klassiske græske filosoffer, først og fremmest Aristoteles. Skolastikken formulerede blandt andet en statslære, en etik og økonomiske betragtninger. Man prøvede teologisk og filosofisk at systematisere troslæren ved hjælp af Aristoteles' logik. Thomas Aquinas var den mest betydningsfulde bidragsyder med sit ønske om at bygge bro mellem tro og fornuft. Gud skulle forstås gennem verden, modsat "verden gennem Gud", som Augustin kunne have sagt. Sociale forskelle blev forklaret som "Vorherres mening".
Skolastikken er ikke en filosofi, men en analyseteknik: den blev brugt af mange filosofiske retninger, såsom realisme, nominalisme, aristotelisme, timæansk platonisme etc. Metodens "tese–antitese–syntese"-system er da også ganske fremragende til at få forskellige synspunkter til at harmonere, måske på grund af dens oprindelse. Dette var et voldsomt fremskridt i forhold til tidligere tiders abstraktionsniveau, for eksempel den angelsaksiske klosterkulturs, der primært havde koncentreret sig om at bevare viden fra det forfald, den græsktalende verdens centralisme havde påført dem. Skolastikken inkluderede også brugen af et specialiseret fagsprog, skolastisk latin, som blandt andet den danske ærkebiskop Anders Sunesen, (cirka 1167–1228) har bidraget meget til.
I løbet af 1400-tallet tabte skolastikken gradvis sin magt over sindene. En retning, som i ramme alvor drøftede spørgsmålet om, hvorvidt en mus, der åd noget af en hostie, indtog Kristi legeme, og om afklippet hår og negle også får del i opstandelsen, kunne ikke i længden vinde tilhængere. Ligeledes virkede det pinligt, når Thomas Aquinas så nogen værdi i at diskutere spørgsmålet om en kannibal, der har spist sin næste, så dennes krop er gået helt op i hans egen - vil da kun kannibalen genopstå? (Thomas mente, begge genopstod.)

## Den samfundsmæssige baggrund
De middelalderlige, europæiske stater kan fælles betegnes som fyrstelige domænestater. Bag denne benævnelse gemmer sig nogle få, særegne træk, som med nuancer genfindes fra stat til stat i datiden.

### Fyrsten
Staten blev regeret af en fyrste, der efter de nærmere forhold kunne benævnes konge, kejser, hertug, fyrstbiskop eller lignende. Denne fyrste var dels tillagt visse rettigheder vedrørende statens styrelse indadtil og udadtil, dels indtægtsmuligheder til dækning af de ved denne styrelse forbundne udgifter.
Fyrstens første kilde til indkomster hidrørte fra fyrstelige domæner, jordegods eller krongods. Fra disse domæner skulle fyrsten oppebære indtægter i form af stedsmål eller indfæstning, når en ny bruger overtog en landbrugsejendom, landgilde eller årlige afgifter eller betalinger af det afkast, landbruget kunne give, samt førlov eller erstatning, hvis en bosat fæster ville forlade stedet i utide.
Fyrstens anden indtægtskilde udsprang af fyrstelige regaler, det vil sige særrettigheder, der knyttedes til fyrsten som værende den ansvarshavende for fred, retsskaffenhed og sikkerhed indadtil i landet og udadtil i forhold til fremmede stater. Denne fyrstelige regaleret omfattede:
- sikring af retsforholdene (og retten til at oppebære alle idømte bøder),
- sikring af torvefreden (og retten til at opkræve accise for varer, der bragtes til torvs),
- kontrol med vareind- og udførsel (og retten til told af varer),
- strandret og retten til vrag,
- ret til danefæ (al ejendom, for hvilket der ikke kunne påvises anden ejer).
Fyrstens tredje indtægtskilde var ekstraskatter, der i princippet kun måtte udskrives i nødstilfælde. Den mest kendte af sådanne ekstraskatter er utvivlsomt den på plove, der gav den ansvarlige konge øgenavnet "Erik Plovpenning".

### Len og købstæder
Den middelalderlige stats forvaltningsordning omfattede tre hoveddele: lensvæsen, toldvæsen og købstadsvæsen.
Oprindeligt var fyrsten omkringrejsende og kunne ret beset kun opretholde ro og orden der, hvor denne befandt sig. En sådan ordning var naturligvis uholdbar og blev derfor afløst af en ordning, hvor fyrsten dels lod sig omgive med et hof af faste rådgivere, dels lod sig repræsentere rundt om i rigets ulige egne med kongelige lensmænd siddende på en kongsgård eller et kongeligt slot, der på kongens vegne skulle føre det daglige tilsyn med en nærmere afgrænset del af riget, et len, desuden ved købstæder delvist tildelt et vist selvstyre i kraft af fyrstelige privilegier eller særrettigheder, omend under overopsyn af en byfoged, og endelig en kongelig tolder, der skulle forestå tilsynet med al ind- og udførsel, forhindre smugleri og så videre.

### Standssamfundet
I social henseende var de europæiske middelalderstater standssamfund inddelt i 4 stænder med hver deres særlige rettigheder og pligter: adel, gejstlighed, borgerskab og bønder. Hertil kom rettelig en femte stand af tiggere og andre uden rettigheder.

### Naturaløkonomien
Som et sidste træk ved middelaldersamfundene kan nævnes naturaløkonomiens store udbredelse. Ganske vist spillede pengeøkonomi en vis rolle, især i købstæderne og i samfundets øvre lag, men for det store indbyggerflertal af bønder og husmænd synes ydelser at være lagt i form af naturalier som korn, æg, lam og lignende. Først hen imod middelalderens slutning og i renæssancen synes penge at have fået en større rolle, og folk af bondestanden at have begyndt at opbygge sig formuer i form af pengesummer.

### Skolastikkens forhold til middelaldersamfundet
Det er kendetegnende for skolastikken, at den kun i ringe omfang sysselsatte sig med overvejelser om middelaldersamfundets indretning som sådan. Hovedemnerne for skolastikken var af etisk og moralsk art og drejede sig om:
- spørgsmålet om fyrstens ret til at styre og om godt eller ondt styre,
- spørgsmålet om varers rette pris,
- spørgsmålene om rente og åger,
- spørgsmålet om næsteansvar.
Sagt på en anden måde: skolastikken forholdt sig til det indbyrdes forhold mellem mennesker, ikke til samfundets indretning og slet ikke til helhedsstatslige forhold.

## Statsteoretiske overvejelser
Udgangspunktet for skolastikken var den augustinske verdensopfattelse, der var kommet til udtryk i Augustins De civitate Dei allerede i begyndelsen af det 5. århundrede.
Fra orientalsk filosofi havde skolastikerne overtaget ideen om, at al magt og myndighed på jorden i sidste ende beroede på Guds nåde og derfor var guddommelig. Fra det 12. århundrede lærte man gennem araberne i Spanien Aristoteles filosofiske betragtninger at kende og udviklede herefter en anskuelse, der skulle forene dennes filosofi med kirkens lære.

### Thomas af Aquinas
I denne virksomhed kom Thomas af Aquinas (ca. 1225-1274) til at indtage en hovedrolle. Han samordnede den aristoteliske tankeverden med den bibelske i Summa theologica, skolastikkens hovedværk. Desuden udarbejdede han det uafsluttede skrift De regimine principum, hvori han udviklede sin statsopfattelse.
Ifølge Thomas havde mennesket en uforanderlig samfundsdannende evne, der uden egentlig guddommelig indgriben og alene i kraft af en naturen medfødt drift udviste en vilje til at gøre det gode og det rette. Al samfundslivs mål er at stræbe hen imod den himmelske salighed, hvorfor den teleologiske verdensorden sættes højest. Derunder følger den uforanderlige naturret som samfundslivets faste norm, den guddommelige lov åbenbaret i Gamle og Nye Testamente og sidst den borgerlige lov, der er ufuldkommen, og som menneskene selv kan forandre efter behov.
Thomas erklærer sig som tilhænger af monarkiet, men omtaler både det konstitutionelle og det absolutte monarki som egnede løsninger. Som regeringens mål sættes det fælles bedste, hvilket bedst opnås med en fyrste med etisk ansvar, omend det stærke fyrstestyre rummer faren for at udvikle sig til tyranni. Netop denne problemstilling udgjorde for Thomas et uafklaret spørgsmål: skal folket underkaste sig en tyran eller styrte denne? I Summa theologica når han til den slutning, at den bedste løsning er at give alle del i statens styre og derved forene de bedste sider fra alle styreformer: monarken (den ansvarlige leder), aristokratiet (elitens evner) og folkestyret (folkets vilje og fælles ansvar gennem alles valgdeltagelse) i en blandet styreform. Men han finder, at al menneskelig magt i sidste ende er underkastet det guddommelige mandat, naturretten som ledestjerne til den evige salighed.

### Aegidius Romanus
Omkring år 1300 videreudvikles dette udgangspunkt af flere statsretsfilosoffer, hvoraf Aegidius Romanus var blandt de mest betydningsfulde. Denne nåede at udgive to vægtige skrifter, De regimine principum (før 1285) og De ecclesiastica potestate (omkring 1300). Af særlig betydning er det, at Aegidius opstiller regnum (territoriet, den begyndende nationalstat) som den ideelle bærer af statslig suverænitet og dermed sætter både småstaten (polis hos Aristoteles, civitas hos Thomas) og det universelle imperium i skyggen. Med udgangspunkt i regnum fremsættes den dominium-lære, der siden skulle blive herskende. Inden for monarkiet, der regnes som den bedste styreform, findes to muligheder: regimen regale, hvor fyrsten styrer efter sin egen vilje og selv giver lovene, og regimen politicum, hvor fyrsten i sit styre er bundet af love og bestemmelser, folket har vedtaget. Begge styreformer anses for legitime, men regimen regale er at foretrække, fordi fyrsten som stående over den borgerlige lov er naturretten og den guddommelige ret nærmere og derfor bedre som kilde til loven. Endelig må der ved den monarkiske styreform skelnes mellem arve- og valgkongedømme, hvor Aegidius foretrækker den førstnævnte for at undgå mulige brydninger ved tronskiftet. Herskeren skal have mest mulig magt, men er moralsk bundet til at styre til folkets bedste, helst efter faste love. Men der indrømmes ikke folket ret til at modsætte sig, hvis styret udvikler sig til tyranni.

### Johannes af Paris
Fra samme tid stammer Johannes af Paris, der skrev Tractatus de potestate regia et papali (ca. 1302/1303) mod pavens krav om et øverste verdsligt herredømme. Han videreførte samtidig Aegidius monarkiske nationalstat som ideal, idet han udtrykkeligt frakendte et universelt imperium berettigelse. Men samtidig var han afgjort modstander af det absolutistiske arverige: kongen har sin magt fra Gud og fra folket, som har valgt ham eller hans dynasti. Det er således folket, der i sidste ende besidder statens suveræne magt og giver lovene, der også binder fyrsten. Han foretrækker derfor det lovbundne monarki, principatus politicus, og genoplivede fra de gammelromerske (ciceronianske) folkeretsforestillinger kontraktteorien inden for naturrettens statsteori. Staten er, ifølge hans lære, resultatet af to kontrakter, dels samfundskontrakten (fra naturretten), dels herskerkontrakten mellem folket og fyrsten (fra romerretten).

## Økonomiske synspunkter
I middelalderen var det hyppigst debatterede økonomiske spørgsmål dette hvilken rente på pengeudlån, der var at regne som syndig (åger), eller om renter i det hele taget var forenelig med Guds lov. Bibelens ord var relativt utvetydige:
"Du skal ikke kræve renter af din landsmand, hverken af penge eller på levnedsmidler eller på noget andet, man låner ud".
Gennem middelalderen havde det markante træk i økonomisk tænkning sin baggrund i, at Bibelens relativt klare fordømmelse af rente (åger), profit og kapitalvækst måtte forenes med tidens langsomt fremvoksende handel, håndværks- og industrivirksomhed. Skolastikken havde sin blomstringstid i 1200-tallet, da Thomas Aquinas (1225–74) forenede Aristoteles' lære med kirkens teologi. Som de fleste andre skolastikere var han teolog, og højmiddelalderens debat samlede sig om tre hovedemner:
- Retfærdig pris var det dominerende moralske tema, og her rettede skolastikerne opmærksomheden mod producentens omkostninger. Men deres begreb om retfærdig pris var uklart, og enkelte historikere hævder, at teorierne til enhver tid sigtede mod at forhindre den type kapitalvækst og strukturændringer, som kunne true feudalismen. I udgangspunktet anerkendte de, at en markedspris opstod i stærk konkurrence, og hvor ingen lurede eller truede andre, ville være retfærdig. Men det var producenten og sælgernes omkostninger, som var afgørende, dersom varen af omkostningsmæssige årsager åbenbart måtte sælges til en højere pris, efterspørgernes betalingsvilje havde ingen plads i fastsættelsen af en retfærdig pris. Den britiske fransiskanermunken Johannes Duns Scotus formulerede den omkostningsbaserede værdi- og pristeorien omkring 1295. Også Thomas Aquinas mente, at en pris, som væsentligt oversteg omkostningerne, repræsenterede åger, sælgeren solgte i et sådant tilfælde en ekstraværdi, som ikke tilhørte ham.
- Rente blev betragtet i lys af tankerne om en retfærdig pris, og skolastikerne videreførte stort set Aristoteles' og kirkefædrenes modstand mod rente. Penge var et byttemiddel, og det blev anset som unaturligt og umoralsk at forsøge at få dem til at formere sig uden gennem gensidigt og retfærdigt bytte. Men der fandtes undtagelser, mange tænkere godtog forsinkelsesrenter når lånetageren ikke tilbagebetalte i tide, og enkelte tænkere godtog rente, dersom udlåner kunne henvise til kapitalomkostninger eller at udlånet førte til, at udlåner måtte fra afstå fra en anden gevinst. Forbuddet mod rente blev således gradvist udvandet i løbet af middelalderen.
- Naturretten og de naturlige love var et andet vigtigt emne. Lige som Aristoteles mente også skolastikerne at der kunne udledes en naturlig rets- og samfundstilstand i overensstemmelse med menneskets natur. Den tidlige kirke mente, at privat ejendomsret var unaturlig, og at urkirkens kommunale ejendomsforhold samstemte med naturtilstanden. Thomas Aquinas genopdagede Aristoteles' forsvar for privat ejendomsret og skabte kirkelig godkendelse af den private ejendomsret som en videreudvikling af naturtilstanden, men tilføjede, at fattigdom og kommunal ejendom fortsat var det rigtigste for fromme kristne. Disse tanker fik varig indflydelse, både gennem 1600-tallets folkeretstænkning og langt senere hos Adam Smith som byggede meget af sin tænkning på forestillinger om menneskets naturlige tilbøjeligheder til bytte, handel, og overholdelse af aftaler.

Helt frem til 1500- og 1600-tallet blev det ikke udviklet nogen økonomisk videnskab, som gjorde forsøg på at adskille moralske fra økonomiske spørgsmål. Analyser af afkastning og ulige former for udbyttemaksimering fandt ikke vej til læreanstalterne, men fandtes i det skjulte blandt handelsmænd. Etiske og teologiske debatter om økonomiske spørgsmål blev domineret af drøftelser af hvornår, og i hvilken grad, økonomisk aktivitet var i strid med Guds vilje. Først med opdagelserne og renæssancen fra 1500-tallet begyndte den økonomiske udvikling at komme så åbenlyst i strid med kirkeretten, at den gamle lære ikke lod sig opretholde. De nye, stærke nationalstater og deres støtter indenfor håndværk, industri og handel tog et opgør med skolastikken og udviklede et helhedssyn kaldt merkantilisme.
Indenfor bedriftsøkonomi var det utvivlsomt største gennembrud indførelsen af bankvæsen og dobbelt bogholderi. Dette spredte sig fra de italienske bystater fra 1300- og 1400-tallet til resten af Europa og afspejledes ved, at flere økonomiske fagudtryk er af italiensk oprindelse (debit, credit, saldo, conto, banco og typisk nok også banco rotto) Denne udvikling blev muliggjort ved indførelsen af arabiske tal i samme tidsrum.

## Højskolastikken
I den "højskolastiske" periode (1250–1350) bevægede man sig hinsides rent kirkeligt orienterede emner, og begyndte at arbejde med naturfilosofi, psykologi, epistemologi, videnskabsteori og økonomi: dette dannede desuden grundlaget for kulturprodukter som Dantes Guddommelige Komedie. Der var dog overgreb på grund af spændinger mellem ortodokse kirkepolitikere og lige så uforsonlige averroister.
De klassisk-sproglige humanister gjorde fra omkring 1341 op med tendensen til at oversætte alt til skolastisk latin, og prøvede så vidt muligt at læse grundtekster direkte. Forsøget på at reducere al latin til sin "oprindelige" form – (mange klassisk-sproglige humanister svor en hellig ed om at begrænse sig til ikke alene Ciceros ordvalg, men endda hans grammatiske strukturer: det var da også fra hans idé om den romerske gentleman–taler, de fik deres navn), og til rent kunstnerisk/politisk brug, kan synes uheldig, især da dette udviklede sig til propaganda mod andre typer intellektuelle.

## Kritik
En forudsætning for skolastikken var det kirkelige dogme om en fælles tro, ophøjet ved overnaturlige sanktioner hinsides tidernes forandring. Men med reformationen blev denne forudsætning brudt: der blev nu åbnet mulighed for alvor at kritisere den hidtidige, kirkelige udlægning af den "rette lære", og det blev efterhånden tydeligt, at den skolastiske filosofi havde holdt sig inden for en smal bane fra tro til fornuft og tilbage igen, i et lukket kredsløb af kritikløse antagelser og forud fastlagte slutninger.
Da bruddet med skolastikken blev åbent, udtrykte en af dets kritikere, Francis Bacon, sig således:
"Hvis den menneskelige kløgt og ånd skal arbejde med materien, indretter den sit arbejde efter stoffet og begrænses deraf. Men hvis den arbejder på sig selv som edderkoppen når den spinder sit væv, så er den uendelig og frembringer edderkoppespind af lærdom, som man må beundre på grund af den fine tråd og det fine arbejde, men som er uden substans eller nytte."
Denne kritik til trods skulle det vise sig, at skolastikken efterlod sig en vedvarende arv i form af de emner, der blev underkastet fremtidig tænkning, men ikke eller i hvert fald i langt mindre grad de fremgangsmåder, denne tænkning gjorde brug af.

## Genopblomstring
En genopblomstring af skolastisk metode skete i forbindelse med mange katolske kirkehistorikeres indsigelser mod indførelsen af dogmet om Pavens ufejlbarhed (1870), men den har været meget snævert defineret, specielt omkring St. Thomas Aquinas.

## Bemærkelsesværdige skolastikere
Tidlig skolastisk periode (1000 – 1250):
- Roscelinus
- Peter Abelard
- Solomon Ibn Gabirol
- Peter Lombard
- Gilbert de la Porrée

Højskolastisk periode (1250 – 1350):
- Robert Grosseteste
- Roger Bacon
- Albertus Magnus
- Thomas Aquinas
- Boëthius de Dacia (eller "Danskeren")
- Duns Scotus
- Radulphus Brito
- William af Ockham
- Jean Buridan

Senskolastisk periode (1350 – 1500):
- Marsilius af Padua
- Antonio da Rho (forsøgte at argumentere mod den klassisk humanistiske antagelse, at "gammelt er godt")

- Gottfried Wilhelm von Leibniz var en prominent forsvarer af hvad han selv anså som skolastiske idéer.

Bemærkelsesværdige Antiskolastikere:
- Bernhard af Clairvaux,
- René Descartes (hvis metoder og terminologi var ganske skolastiske – han var dog sandsynligvis ikke selv klar over dette),
- John Milton (se dog Descartes, overfor)
- Thomas Hobbes
- Robert Boyle
- Galileo Galilei (egentlig skolastisk Platonist der brugte Albertus Magnus' deduktionsmetoder, men var ligeledes ikke selv bevidst om sammenhængen).